# Nueva Antología de la literatura de Guinea Ecuatorial
Nueva Antología de la literatura de Guinea Ecuatorial – antologia literacka poświęcona autorom z Gwinei Równikowej opublikowana w 2012.
Wydana w Madrycie, liczy sobie 927 stron. Zestawiona przez Glorię Nistal i M’bare N’goma. Stara się zaprezentować możliwie szeroki obraz rodzimej literatury gwinejskiej, tak tej pisanej jak i ustnej, wnosi również znaczny wkład w opracowanie spójnych ram periodyzacyjnych dla tradycji pisarskiej Gwinei. Prezentuje teksty powstałe na przestrzeni kilku dekad, od hiszpańskiego okresu kolonialnego aż po pierwszą dekadę XXI wieku. W przeciwieństwie do poprzednich prezentacji zbiorczych tego rodzaju stara się włączyć do dyskursu języki autochtoniczne, takie jak fang, bubi czy annoboński kreolski.
Stanowi kontynuację założycielskiej antologii literackiej Gwinei Równikowej zestawionej przez Donato Ndongo-Bidyogo. Powszechnie uznawana jest za najobszerniejszą i najbardziej kompleksową pracę tego typu. Ceniona za intelektualny rygor i różnorodność gatunkową, w tym za poświęcenie należnego miejsca twórczości griotów. Nawiązuje doń wydana kilka lat później Nuevas voces de la literatura de Guinea Ecuatorial. Antología (2008-2018), zredagowana przez Juana Riochí Siafę.

## Niektórzy autorzy antologii
- Juan Tomás Ávila Laurel
- Francisco Zamora Loboch
- Donato Ndongo-Bidyogo
- Juan Balboa Boneke[10][11]